# Archiearis caelebs
Archiearis caelebs là một loài bướm đêm trong họ Geometridae.